# Freya rufohirta
Freya rufohirta är en spindelart som först beskrevs av Simon 1902.  Freya rufohirta ingår i släktet Freya och familjen hoppspindlar. Inga underarter finns listade i Catalogue of Life.